# Dysschema imitata
Dysschema imitata är en fjärilsart som beskrevs av Druce 1910. Dysschema imitata ingår i släktet Dysschema och familjen björnspinnare. Inga underarter finns listade i Catalogue of Life.